# Hilsa
Hilsa é um cidade no distrito de Nalanda, no estado indiano de Bihar.

## Geografia
Hilsa está localizada a 25° 19′ N, 85° 17′ L. Tem uma altitude média de 45 metros (147 pés).

## Demografia
Segundo o censo de 2001, Hilsa tinha uma população de 37.748 habitantes. Os indivíduos do sexo masculino constituem 54% da população e os do sexo feminino 46%. Hilsa tem uma taxa de literacia de 57%, inferior à média nacional de 59,5%: a literacia no sexo masculino é de 66% e no sexo feminino é de 46%. Em Hilsa, 17% da população está abaixo dos 6 anos de idade.